# Mechaniczny lew
Mechaniczny lew – automat zaprojektowany przez Leonarda da Vinci pochodzący z przełomu XV i XVI wieku.
Zachowało się kilka niekompletnych szkiców poświęconych maszynie. Według relacji mechaniczny lew miał zostać wykonany już w 1499 roku. Giorgio Vasari podaje, że gotowa maszyna miała zachwycić króla Francji Ludwika XII, który przybył do Mediolanu w 1509 roku. Według innego źródła maszyna była gotowa dopiero 12 maja (lub 12 lipca) 1515 roku z okazji wjazdu króla Franciszka I do Lyonu. Według przekazu Giovanniego Paolo Lomazzy uruchomiony przed Franciszkiem I lew miał poruszać się po sali bankietowej, a po stanięciu miała otworzyć się pierś, z której wypadały lilie i inne kwiaty. Lomazzo miał otrzymać tę informację od ucznia Leonarda Francesca Melziego. Mechaniczny lew miał być uruchomiony również podczas uroczystości w Argentan w 1517 roku. Nie ma pewności, czy mechaniczny lew faktycznie został zbudowany.
Leonardo zdecydował się wybudować lwa, stanowiącego symbol francuskiej monarchii. W schowku na grzbiecie zwierzęta miała być ukryta lilia.
Na podstawie dokumentacji w 2009 roku Renato Boaretto odtworzył mechanicznego lwa. Ważąca 50 kilogramów konstrukcja, nakręcana jak zegarek, jest w stanie zrobić dziesięć kroków, kołysać głową na boki, machać ogonem oraz kilkakrotnie otwierać i zamykać paszczę.